# Moon Taejun
Moon Taejun  es un poeta coreano.

## Biografía
Moon Taejun (nacido en 1970) es relativamente una cara nueva en la escena literaria coreana. Solo ha publicado tres recopilaciones de poesía desde su poema de debut galardonado en 1994, pero tiene una gran potencial artístico y sus poemas han conseguido atraer la atención de muchos artista y críticos literarios.

## Obra
Sus poemas emplean un lenguaje reconfortante que alivia las heridas del alma. Sus poemas buscan mitigar el dolor de aquellos que sufren la violencia y opresión de una sociedad inhumana. Tiene una gran consideración por la "conversación" y enfatiza una total empatía entre los seres, como cuando dice: "Ese de allí, soy yo aquí; y yo aquí, soy ese de allí. Permíteme respetar al que no es yo, y por tanto a las cosas que son yo". El poeta aspira a un estado en el que el sujeto y el objeto no sean distintos el uno del otro, sino que estén fusionados. A este respecto, Moon Taejun conserva la tradición lírica tradicional.
Los nuevos poetas miran a menudo con demasiada desconfianza la lírica antigua, buscando un nuevo lenguaje que se adecue al presente; pero el resultado es a menudo una poesía ideosincrásica que es difícil de entender para el lector. La poesía de Moon Taejun desafía esta moda y personifica la esperanza por una comunicación sencilla con el mundo a través del lenguaje lírico. Su poesía usa sujetos familiares del mundo natural, como las flores, los árboles, las hojas caídas y los caminos, así como gente corriente de la vida diaria. De esta familiaridad emerge el individualismo único del poeta, haciéndonos saber que lo familiar no es "viejo". Algunos de sus poemas han sido traducidos al inglés en la publicación The American Reader.

## Obras en coreano (lista parcial)
- Un patio trasero bullicioso (Sureongeorineun duiran, 2000)
- Pies descalzos (Maenbal, 2004)
- El lenguado (Gajaemi, 2006).
- El crecimiento de la sombra (Geuneului baldal, 2008)
- Un lugar lejano (Meon got, 2012)

## Premios
- Premio literario Dongseo (2004)
- Premio literario Nojak (2004)
- Premio literario Midang (2006)
- Premio literario Yushim (2006)
- Premio literario So-wol (2006)